# Sint-Margaretakerk (Wintam)

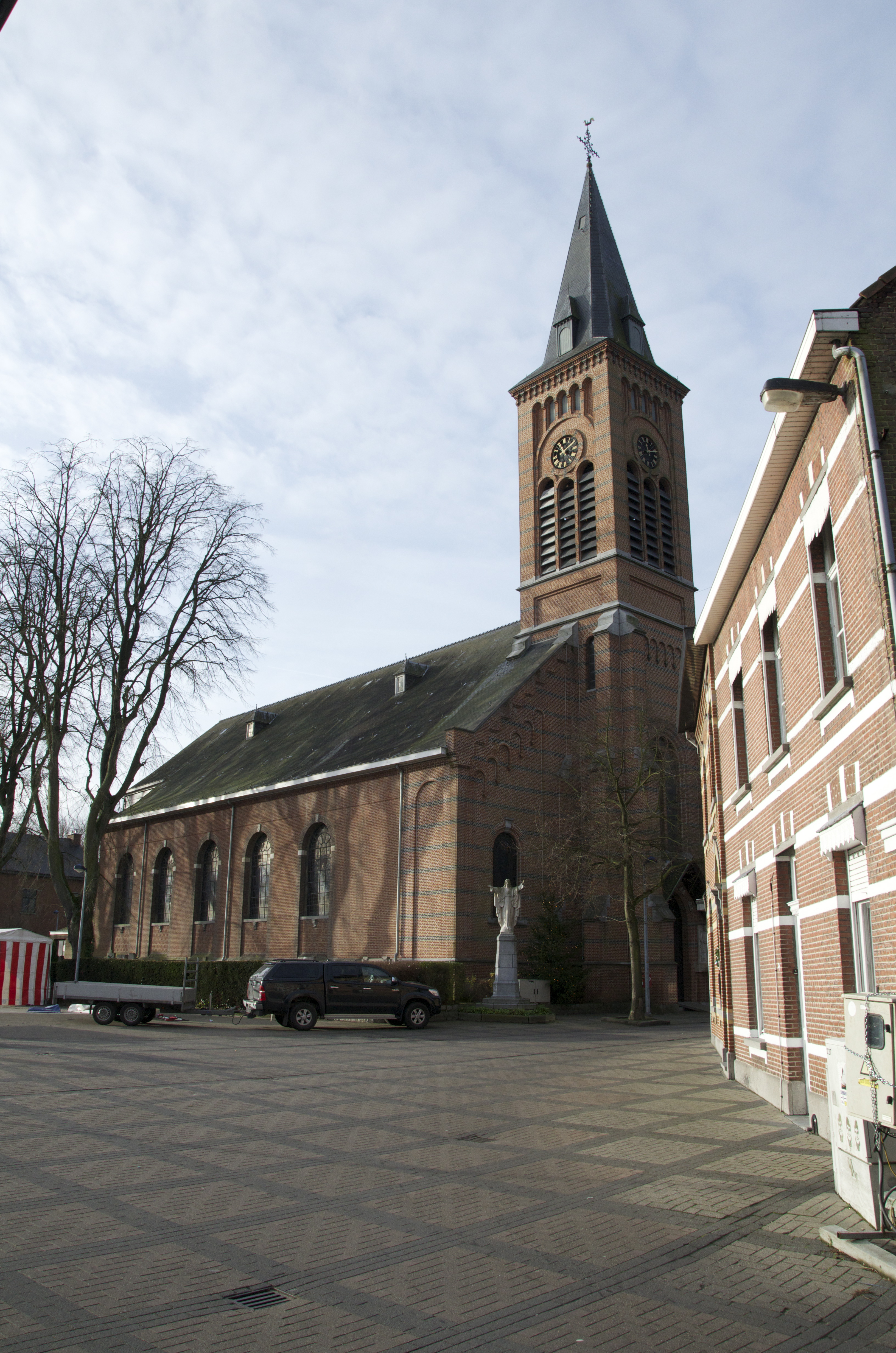
Sint-Margaretakerk

De Sint-Margaretakerk is de parochiekerk van de tot de Antwerpse gemeente Bornem behorende plaats Wintam, gelegen aan de Eduard de Blockstraat.
In 2019 werd de kerk aan eredienst onttrokken.

## Geschiedenis
Wintam werd verheven tot een zelfstandige parochie na de teloorgang van Nattenhaasdonk, dat in 1825 bij een overstroming vrijwel geheel was verwoest.
In 1828 werd de eerste steen gelegd van een kerk in Wintam, waarbij puin van de voormalige kerk van Nattenhaasdonk als fundering werd aangewend. In 1856-1857 werden de zijbeuken van bakstenen overkluizingen voorzien, ter vervanging van een houten gewelf. In 1859 liep de kerk schade op door een orkaan. In 1862-1863 werd een nieuwe, hogere, toren gebouwd, het dak werd steiler gemaakt en een nieuwe voorgevel werd gebouwd, naar ontwerp van Jos Schadde.

## Gebouw
Het betreft een naar het zuiden georiënteerde neoclassicistische kerk. Het is een driebeukige pseudobasiliek met half ingebouwde noordtoren die neoromaanse kenmerken heeft.

## Interieur
De kerk bezit een schilderij, voorstellende de Heilige Margareta van Antiochië, toegeschreven aan Gaspar de Crayer (midden 17e eeuw). De beelden zijn afkomstig van de kerk van Nattenhaasbroek, zoals een kruisbeeld (1734), een Mariabeld met Kind van gepolychromeerd hout (1551) en de Heilige Drievuldigheid (1e helft 18e eeuw).
De biechtstoelen, afkomstig van Nattenhaasdonk, zijn 18e-eeuws, het doksaal is van 1770. Veel kerkmeubilair is ook 20e-eeuws.